# Pager (Bungkal)
Pager is een bestuurslaag in het regentschap Ponorogo van de provincie Oost-Java, Indonesië. Pager telt 1561 inwoners (volkstelling 2010).